# Рефранкоре
Рефранкоре (итал. Refrancore) — коммуна в Италии, располагается в регионе Пьемонт, в провинции Асти.
Население составляет 1637 человек (2008 г.), плотность населения составляет 124 чел./км². Занимает площадь 13 км². Почтовый индекс — 14030. Телефонный код — 0141.
Покровителем коммуны почитается святой Дионисий (San Dionigi), празднование 18 сентября.

## Демография
Динамика населения:

## Администрация коммуны
- Официальный сайт: http://www.comune.refrancore.at.it